# 包冠涵
包冠涵（1982年—）是一個台灣小說家，南投縣出身，2013年出版短篇小說集《敲昏鯨魚》進入文壇。

## 著作

### 小說
- 《敲昏鯨魚》（2013年，九歌）
- 《B1過刊室》（2015年，九歌）
- 《柔軟的耳朵與火山上的歌》（2025年，九歌）

### 合著
- 《歡迎光臨錫爾帕夏車站》（2020年，聯經）

## 外部連結
- 東海大學中文系-系友作家